# バロッサ (蒸気コルベット)
HMSバロッサは、下関戦争に参加したイギリス海軍の蒸気スクリューコルベット。

## 艦歴
- 1860年3月10日：ジェイソン級コルベットの2番艦として、ウーリッジ海軍工廠（Woolwich Dockyard）にて進水。
- 1862年9月24日-1864年11月23日：東インド・中国艦隊所属。艦長はウィリアム・ドウェル大佐（William Dowell）。
  - 1864年8月5日-8月8日：下関戦争に参加。開戦前にアーネスト・サトウを伴わせ、井上聞多と伊藤俊輔を交渉のために送り届けている。
- 1864年11月23日-1867年1月30日：中国艦隊（1865年に東インド・中国艦隊を再編）所属。艦長ヘンリー・ボーイズ大佐。英国に戻りシーアネス（Sheerness）にて係留。
- 1869年6月9日-1869年11月24日：艦長ロバート・ギブソン大佐。即応予備役艦隊（Flying Squadron）
- 1869年11月24日-1873年7月27日：艦長ルイス・ムーア大佐。即応予備役艦隊、後に中国艦隊。英国に戻りシーアネス（Sheerness）にて係留。
- 1877年1月20日：チャタム工廠にて解体完了

## 参考資料
- HMS Barossa: William Loney RN - Victorian naval surgeon